# Túnel ferroviari del Pimorent
El Túnel ferroviari del Pimorent és un túnel ferroviari de 7.875 metres de longitud situat sota terra dins de la comuna de Portè, a l'Alta Cerdanya, de la Catalunya del Nord.
La seva boca nord és dins del terme de l'Ospitalet, a l'extrem sud-oest del poble, i a prop al nord-est de la boca nord del Túnel del Pimorent. La sud és a l'extrem sud-oest del terme de Portè, a prop al nord-est de la boca sud del túnel de carretera.
Situat a més de 1.500 metres d'altitud, aquest túnel és un dels punts més elevats de la xarxa ferroviàri francesa i de les vies d'amplària estàndard d'Europa. És, igualment, un dels túnels ferroviaris més llargs totalment situats en territori francès. L'entrada nord, del costat de l'Ospitalet, és a 1445,2 m alt, i la sud, del costat de Portè, a 1562,2. El punt més alt és a la cota 1567,25 m alt.
Els problemes de glaç i d'estalactites van obligar els enginyers a instal·lar-hi un sistema de portes automàtiques a les entrades del túnel, que s'obren al pas dels trens.
El 1994, entrà en servei el Túnel del Pimorent, de carretera, que evita el pas pel Coll del Pimorent. Anteriorment, el 1959, havia estat obert un segon, ara tercer, túnel molt menys conegut: per al funcionament del sistema hidroelèctric de l'Ospitalet - Merens, seguint l'Acord francoespanyol del 12 de juliol del 1958 per a la utilització de les aigües de l'Estany de Lanós. La funció d'aquesta galeria, anomenada Canal Verdier, és d'agafar les aigües de l'Arieja pràcticament des del seu naixement per a dur-les a la conca del Riu de Querol, en compensació de les aigües de l'Estany de Lanós desviades cap a l'Ospitalet, per la seva central elèctrica. Els tres túnels discorren quasi del tot en paral·lel.
El 1937, s'havia projectat de construir una estació subterrània per a accedir a l'Estació d'esquí de Portè - Pimorent, situada al damunt, amb un ascensor, o un funicular, fins al Coll del Pimorent. El projecte no va arribar mai a veure la llum.